# Чистов, Константин Александрович
Константин Александрович Чистов (11 февраля 1922, Юрьевская Слобода, Ярославская губерния — 11 февраля 1945, Буда, Венгрия) — линейный надсмотрщик телеграфно-кабельной роты 128-го отдельного гвардейского Изяславского ордена Богдана Хмельницкого 3-й степени батальона связи 18-го гвардейского стрелкового Станиславско-Будапештского корпуса 7-й гвардейской армии 2-го Украинского фронта, гвардии рядовой, Герой Советского Союза.

## Биография
Константин Александрович Чистов родился 11 февраля 1922 в деревне Юрьевская Слобода (ныне — Ростовского района Ярославской области) в русской крестьянской семье. Окончил 7 классов, после чего работал котельщиком на крахмало-паточном заводе в Ростове.
С марта 1943 года служил в Красной Армии. С мая 1943 года в действующей армии. 11 февраля 1945 года линейный надсмотрщик телеграфно-кабельной роты 128-го отдельного гвардейского Изяславского ордена Богдана Хмельницкого 3-й степени батальона связи 18-го гвардейского стрелкового Станиславско-Будапештского корпуса 7-й гвардейской армии 2-го Украинского фронта комсомолец гвардии красноармеец Константин Чистов при несении службы на контрольной телефонной станции в городе Буда (части города Будапешт) заметил прорыв немецких танковых войск в тыл корпуса. Гитлеровцы окружили дом, но Чистов, продолжая передавать информацию о движении противника, вёл огонь из автомата по врагам. Отстреливался до последнего патрона и уничтожил более 20 фашистов, пока его не сразила вражеская пуля.
Указом Президиума Верховного Совета СССР от 15 мая 1946 года за образцовое выполнение боевых заданий командования на фронте борьбы с немецко-фашистским захватчиками и проявленные при этом мужество и героизм гвардии рядовому Чистову Константину Александровичу посмертно присвоено звание Героя Советского Союза с награждением медалью «Золотая Звезда» и орденом Ленина.
Похоронен в Будапеште в братской могиле на горе Геллерт.

## Память
Именем Чистова названы пионерская дружина школы, где он учился, и улица в Ростове. На здании школы установлена мемориальная доска.